# Индо-тихоокеанский серебристый морской лещ
Индо-тихоокеанский серебристый морской лещ, или серебристый морской лещ Петерса (лат. Pterycombus petersii), — вид лучепёрых рыб из семейства морских лещей.

## Описание
Длина тела до 50 см. Тело высокое, сильно сжатое с боков, характеризуется яйцевидным профилем. Глаза очень крупные, занимают примерно половину от общей длины головы. Нижняя челюсть выдается вперед. Сошник и нёбные кости лишены зубов. Предкрышечная кость зазубренная у молоди и гладкая у взрослых рыб. Чешуя циклоидная. Спинной плавник начинается на затылке, над задним краем орбиты. Ряды из чешуек в основании спинного плавника и вдоль основания анального плавника образуют футляр, в который погружаются эти плавники. Лучи плавников не покрыты чешуей. Спинной и анальный плавники выше тела, а анальный плавник начинается позади основания грудных плавников. Брюшные плавники располагаются на груди.

## Ареал
Населяет Атлантический и Тихий океан. Указан для Атлантического океана — в северной части у Норвегии и для открытых вод южной его части.